# Malibu Rescue
Malibu Rescue, (titulada Rescate Malibu en España y Los Vigilantes de Malibu en Hispanoamérica) es una serie televisiva de comedia americana creada por Savage Steve Holland y Scott McAboy para Netflix. El 13 de mayo de 2019 se estrenó la película, seguido por el primera temporada que consta de ocho episodios el 3 de junio de 2019. Netflix encargó una segunda película en septiembre de 2019, estrenada el 4 de agosto de 2020. Está protagonizada por Ricardo Hurtado, Jackie R. Jacobson, Abby Donnelly, Alkoya Brunson y Breanna Yde.

## Sinopsis
Después de meterse en problemas por demasiado tiempo, el padrastro de Tyler le castiga enviándolo al Programa de Rescate Joven de Malibú, donde  conoce un grupo de niños del Valle. Junto, los miembros de grupo se esforzarán para probar que merecen para participar en el programa junto con todo los otros niños de Malibu. 

## Elenco y personajes
| Película                | Temporada 1    | La próxima ola |            |            |
| Principales             |                |                |            |            |
| Ricardo Hurtado         | Tyler Gossard  | Principal      | Principal  | Principal  |
| Jackie R. Jacobson      | Dylan          | Principal      | Principal  | Principal  |
| Abby Donnelly           | Lizzie         | Principal      | Principal  | Principal  |
| Alkoya Brunson          | Eric Mitchell  | Principal      | Principal  | Principal  |
| Breanna Yde             | Gina           | Principal      | Principal  | Principal  |
| Recurrentes e invitados |                |                |            |            |
| Ian Ziering             | Garvin Cross   | Recurrente     | Recurrente |            |
| JT Neal                 | Brody          | Recurrente     | Recurrente | Recurrente |
| Bryana Salaz            | Logan          | Recurrente     | Recurrente |            |
| Jeremy Howard           | Vooch          | Recurrente     | Recurrente | Recurrente |
| Camaron Engels          | Spencer        | Recurrente     | Recurrente | Invitado   |
| Jeff Meacham            | Roger Gossard  | Invitado       | Invitado   | Recurrente |
| Ella Gross              | Sacha Gossard  | Invitada       | Invitada   | Recurrente |
| Curtis Armstrong        | Señor Rathbone | Invitado       |            | Invitado   |
| Zahf Paroo              | Thornton Pavey |                | Recurrente |            |
| Kirrilee Berger         | Kezza          |                |            | Recurrente |
| Carlos Sanson           | Wayno          |                |            | Recurrente |

### Principales
- Ricardo Hurtado como Tyler Gossard, un adolescente demasiado competitivo, forzado a unirse al Rescate juvenil de Malibu por su padrastro como castigo.
- Jackie R. Jacobson como Dylan, la capitana de la torre 2, la cual carece de confianza.
- Abby Donnelly como Lizzie, una adolescente carismática y hábil con una madre sobreprotectora.
- Alkoya Brunson como Eric Mitchell, el corazón del grupo
- Breanna Yde como Gina, una adolescente dura y atleta que intenta vivir con el legado de su familia de nadadores.

### Recurrentes
- Ian Ziering como Garvin Cross, el director del programa de Rescate juvenil.
- JT Neal como Brody, el líder de la torre 1 quien odia a los de la torre 2.
- Bryana Salaz como Logan, amiga y compañera de Brody, quién no se lleva bien con Dylan.
- Jeremy Howard cuando Vooch, un conductor de autobús y amigo de los de la torre 2, quién también opera un camión alimenticio.
- Camaron Engels como Spencer, amigo de Brody y el capitán de la torre 3.
- Zahf Paroo como Thornton Pavey, un hombre millonario y donante del Rescate juvenil.
- Ryder Blackburn como Beans, amigo de los socorristas.
- Jeff Meacham como Roger Gossard, el padrastro de Tyler
- Ella Gross como Sasha Gossard, la hermanastra de Tyler

### Invitados
- Curtis Armstrong como el señor Rathbone, el conserje de la escuela
- Catia Ojeda como Diane
- Treisa Gary como la oficial Wagstaff
- Michael Mourra como Jeffy
- Austin Fryberger como Craig
- Molly Haldeman como la madre de Jeffy
- Rodney J. Hobbs como el alcalde
- Mary Passeri como la madre de Lizzie (temporada 1)
- Anthony Alabi como Derek Mitchell, padre de Erik (temporada 1)
- Angel Laketa Moore como la señora Mitchel, madre de Eric (temporada 1)
- Kartik Ash como Chote Pavey (temporada 1)
- Leigh-Allyn Baker como la madre de Dylan (temporada 1)